# Eodrepanus integriceps
Eodrepanus integriceps là một loài bọ cánh cứng trong họ Bọ hung (Scarabaeidae).